# Geitodoris heathi
Geitodoris heathi (MacFarland, 1905) è un mollusco nudibranchio della famiglia Discodorididae.

## Biologia
Si nutre di spugne dei generi Mycale (Mycale adhaerens, Mycale lingua), Terpios e delle specie Adocia gellindra, Halichondria panicea, Haliclona permollis, Lissodendoryx firma e Myxilla incrustans.

## Distribuzione e habitat
Oceano Pacifico, dall'Alaska alla Bassa California.